# 94 Aquarii
94 Aquarii è un sistema stellare triplo di magnitudine 5,19 situata nella costellazione dell'Aquario. Dista 69 anni luce dal sistema solare.

## Osservazione
Si tratta di una stella situata nell'emisfero celeste australe; grazie alla sua posizione non fortemente australe, può essere osservata dalla gran parte delle regioni della Terra, sebbene gli osservatori dell'emisfero sud siano più avvantaggiati. Nei pressi dell'Antartide appare circumpolare, mentre resta sempre invisibile solo in prossimità del circolo polare artico. La sua magnitudine pari a 5,2 fa sì che possa essere scorta solo con un cielo sufficientemente libero dagli effetti dell'inquinamento luminoso.
Il periodo migliore per la sua osservazione nel cielo serale ricade nei mesi compresi fra fine agosto e dicembre; da entrambi gli emisferi il periodo di visibilità rimane indicativamente lo stesso, grazie alla posizione della stella non lontana dall'equatore celeste.

## Caratteristiche fisiche
Il sistema di 94 Aquarii è formato da 3 stelle, la cui componente principale, denominata 94 Aquarii Aa, è una subgigante gialla ormai non più nella sequenza principale, avente una massa del 30% superiore a quella del Sole e un raggio doppio.
94 Aquarii Ab è la compagna più prossima alla principale con la quale forma una stella binaria spettroscopica, ed è una nana arancione che orbita attorno alla principale in 6,3 anni. Di magnitudine 6,7, ha una massa di 0,91 M⊙ e un raggio del 90% di quello solare.
94 Aquarii B, di magnitudine 6,97 e distante 13 secondi d'arco, è anch'essa una nana arancione di tipo spettrale K2V, che orbita attorno alla coppia Aa-Ab in circa 3450 anni. La massa e il raggio di B sono del 4% e del 7% minori a quelli del Sole.
Il sistema ha un'età di 6,25 miliardi di anni.